# Imaginaerum (film)
Imaginaerum, nebo také jako Imaginaerum by Nightwish je fantasy film z roku 2012, jehož spoluscenáristou a režisérem je Stobe Harju. Vznikl na motivy stejnojmenného sedmého studiového alba finské symfonické metalové skupiny Nightwish. Spoluautorem filmu je klávesista a skladatel skupiny Nightwish Tuomas Holopainen. Film spolu se skupinou Nightwish produkuje Markus Selin. Jedná se o celovečerním debut režiséra Stobe Harju.
Do rozpočtu získal film peníze od Finské filmové nadace, a to 575 000 dolarů z rozpočtu 3,7 milionu dolarů.

## Děj
Příběh pojednává o starém skladateli, který má bujnou představivost. Trpí vaskulární demencí, kvůli které si myslí, že je malý chlapec. Ve svých snech se dostává do vzdálené minulosti, zde se kombinuje hudba, dětská fantazie a sny starého muže. Během toho pátrá po důležitých vzpomínkách.

## Obsazení
- Marianne Farley jako Gem Whitman
- Quinn Lord jako malý Thomas Whitman
- Francis-Xavier McCarthy jako starý Thomas Whitman
- Ilkka Villi jako Theodore Whitman / sněhulák
- Joanna Noyes jako Ann
- Keyanna Fielding jako malý Gem Whitman
- Stéphane Demers jako pokroucený cínový vojáček
- Ron Lea jako Dr. Jansson
- Hélène Robitaille jako Arabesque
- Victoria Anne Jung jako malá Ann
- Elias Toufexis jako Hlas pana Whitea
- Madison McAleer jako Sirotek
- Glenda Braganza jako Tomova zdravotní sestra

### Členové skupiny Nightwish
- Tuomas Holopainen jako Thomas Whitman
- Anette Olzon jako Ann
- Marko Hietala jako Marcus
- Emppu Vuorinen jako Emil
- Jukka Nevalainen jako Jack
- Troy Donockley jako kouzelník / Gemův asistent

## Vydání
Dne 24. dubna 2012 byla na YouTube kanál Nightwish nahrána upoutávka k filmu, zatímco 16. října 2012 byl zveřejněn plnohodnotný trailer k filmu.
Světová premiéra filmu se konala 10. listopadu 2012 v Hartwall Areně v Helsinkách.

## Ocenění
| Rok  | Cena               | Kategorie                                                | Oceněný    | Výsledek | Reference |
| ---- | ------------------ | -------------------------------------------------------- | ---------- | -------- | --------- |
| 2013 | Young Artist Award | Nejlepší výkon v celovečerním filmu - hlavní mladý herec | Quinn Lord | Nominace | [ 4 ]     |